# Кошка на раскалённой крыше (пьеса)
«Кошка на раскалённой крыше» (англ. Cat on a Hot Tin Roof) — драма американского писателя Теннесси Уильямса, одна из его любимых работ и наиболее известных. Пьеса получила Пулитцеровскую премию 1955 года.

## Сюжет
В большой плантаторский дом «в дельте реки Миссисипи» на юбилей главы семейства Большого Папы приезжают его сыновья: старший Гупер с супругой Мэй и пятью детьми и младший Брик с ненавистной ему женой «Кошкой» Мэг.
Гупер всеми силами пытается утвердить себя как будущего наследника, в том числе за счёт детей. Но Большой Папа предпочитает младшего сына. Брик — спивающийся бездельник, сломал ногу накануне праздника, поэтому большая часть действия происходит в его комнате. Мэгги всё ещё любит мужа, который, в свою очередь, пьёт, чтобы заглушить боль от потери друга. По ходу действия проскальзывают намёки на то, что их отношения не были чисто дружескими, и тот факт, что Мэгги переспала с его другом, причиняет Брику дополнительную боль. Он раз за разом отталкивает жену, которая пытается заманить его в постель, ведь если у Брика и Мэг появится ребёнок, то Большой Папа точно отпишет ему всё наследство. А пока отец и сын ведут откровенный разговор, во время которого Брик сообщает Большому Папе то, что семья хотела держать в секрете: глава семьи умирает.

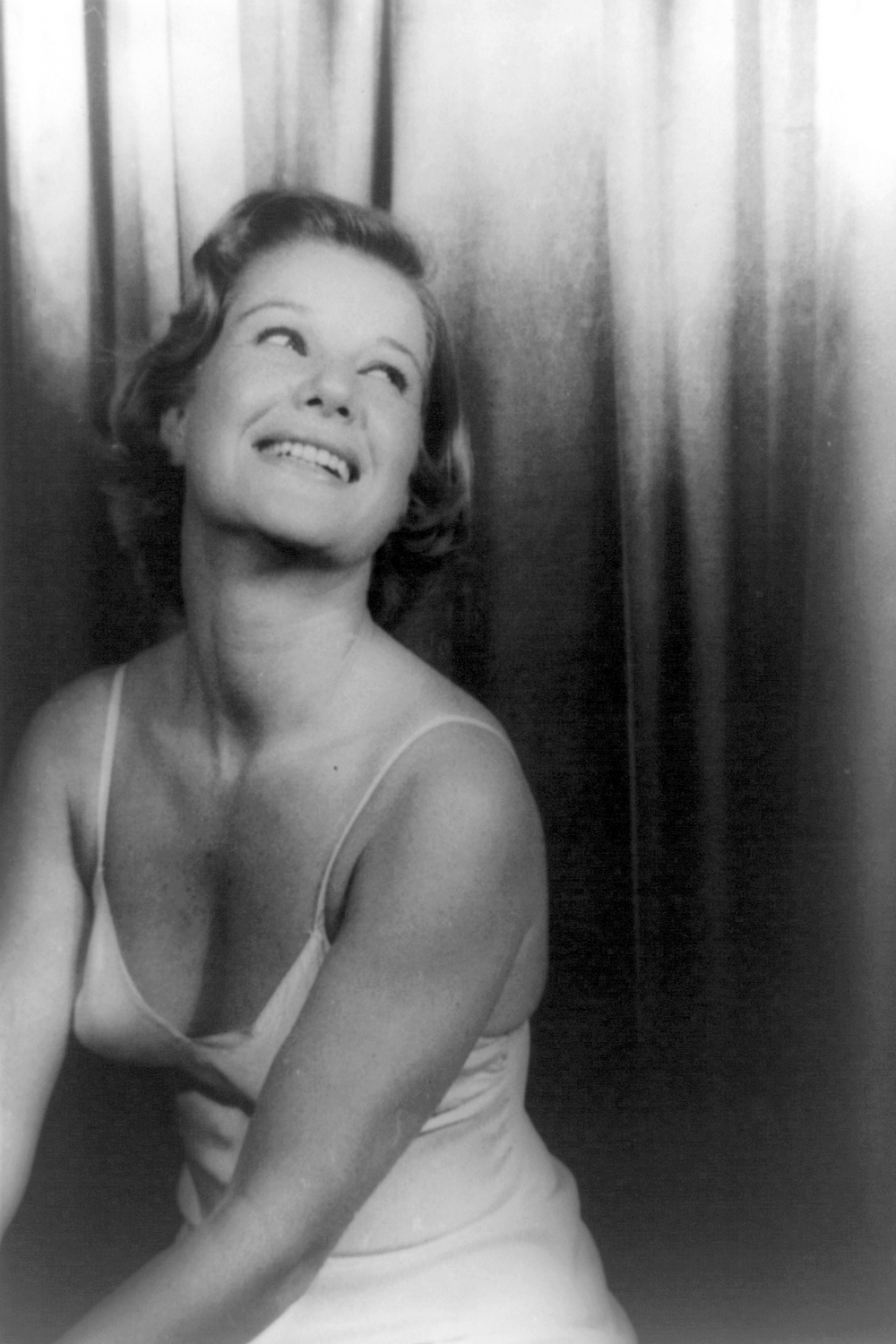
Бел Геддес в роли «Кошки» Мэгги в оригинальной бродвейской постановке

### Действующие лица
- Маргарет «Мэгги» Поллитт
- Брик Поллитт, муж Мэгги
- «Большой Папа» Поллитт, глава семейства, отец Гупера и Брика
- «Большая Мама» Поллитт, жена «Большого Папы», мать Гупера и Брика
- Гупер Поллитт, старший сын «Большого Папы»
- Мэй Поллитт, жена Гупера
- Доктор Бау
- Преподобный Тукер
- Трикси, Лейси, Дикси, Бастер и Малыш — дети Гупера и Мэй

## Постановки

### Оригинальная постановка
Премьера пьесы на сцене состоялась 24 марта 1955 года в бродвейском Театре Мороско. Режиссёром выступил Элиа Казан. Среди участников спектакля были Барбара Бел Геддес («Кошка» Мэг), Бен Газзара (Брик), Бёрл Айвз (Большой Папа), Милдред Даннок (Большая Мама), Пэт Хингл (Гупер), Мэдлин Шервуд (Мэй), Р. Дж. Армстронг (доктор Бауф). Так же в спектакле принимал участие дуэт Брауни Макджи и Сонни Терри. Впоследствии Газзару заменил Джек Лорд.
Постановка была номинирована на 4 премии «Тони»: за лучшую новую пьесу, за лучшую женскую роль (Бел Геддес), за лучшую режиссуру (Казан) и лучшие декорации (Джо Милцинер) — однако уступила во всех.

### Дальнейшие постановки
- 1958 год — Театр комедии, Лондон (режиссёр Питер Холл). Мэгги — Ким Стэнли, Большой Папа — Лео Маккерн
- 1974 год — Американская шекспировская компания, Стратфорд, Коннектикут. Мэгги — Элизабет Эшли (номинация на премию Тони), Брик — Кир Дулли
- 1988 год — Королевский национальный театр, Лондон (режиссёр Говард Дэвис). Мэгги — Линдси Данкан, Брик — Иэн Чарлсон, Большая Мама — Барбара Ли-Хант, Мей — Элисон Стедман.
- 1990 год — Театр Юджина О’Нила, Нью-Йорк (режиссёр Говард Дэвис). Мэгги — Кэтлин Тёрнер (номинация на премию Тони), Большой Папа — Чарльз Дёрнинг (премия Тони), Большая Мама — Полли Холлидей[4]
- 2001 год — Театр Лирик Шафтсбери, Лондон (режиссёр Энтони Пэйдж). Мэгги — Фрэнсис О’Коннор, Брик — Брэндан Фрейзер, Большой Папа — Нед Битти, Большая Мама — Джемма Джонс[5]
- 2008 год — Театр Бродхерст, Нью-Йорк (режиссёр Дэбби Аллен). Мэгги — Аника Нони Роуз, Брик — Терренс Ховард, Большой Папа — Джеймс Эрл Джонс[6]
- 2009 год — Новелло, Лондон (режиссёр Дэбби Аллен). Мэгги — Сэна Латан, Брик — Эдриан Лестер, Большой Папа — Джеймс Эрл Джонс (номинация на Премию Лоренса Оливье)[7] Премия Лоренса Оливье за лучший возобновлённый спектакль
- 2013 год — Театр Ричарда Роджерса, Нью-Йорк (режиссёр Роб Эшфорд). Мэгги — Скарлетт Йоханссон, Брик — Бенджамин Уокер, Большой Папа — Киаран Хайндс, Большая Мама — Дебра Монк[8]
- 2017 год — Янг Вик и Аполло, Лондон (режиссёр Бенедикт Эндрюс). Мэгги — Сиенна Миллер, Брик — Джек О’Коннел, Большой Папа — Колм Мини[9]

### На других языках
- 1956 год — Городской театр, Мальмё, Швеция (режиссёр Ингмар Бергман). Брик — Макс фон Зюдов[10]
- 1956 год — Театр Антуан, Париж, Франция (режиссёр Питер Брук). Мэгги — Жанна Моро
- 1967 год — Театр комедии, Будапешт, ВНР (режиссёр Иштван Хорваи). Мэгги — Ева Рутткаи, Брик — Иван Дарваш, Большой Папа — Антал Пагер
- 1981 год — Театр имени Маяковского, Москва, СССР (режиссёр Андрей Гончаров). Мэгги — Татьяна Доронина, Большой Па — Армен Джигарханян, Большая Ма — Татьяна Карпова, Мэй — Светлана Немоляева, Гупер — Эммануил Виторган. В 1989 году была снята телеверсия спектакля с Аллой Балтер в роли Мэг[11].
- 2015 год — «Коляда-театр», Екатеринбург, Россия (режиссёр Николай Коляда). Брик — Олег Ягодин, Маргарет — Василина Маковцева, Ирина Ермолова, Большой Папа — Сергей Фёдоров, Сергей Колесов, Большая Мама — Тамара Зимина[12].
- 2019 год — Московский театр юного зрителя, Москва, Россия (режиссёр Кама Гинкас). Брик — Андрей Максимов, Маргарет — София Сливина, Большой Папа — Валерий Баринов, Большая Мама — Виктория Верберг[13].

## Награды и премии
В 1955 году «Кошка на раскалённой крыше» получила Пулитцеровскую премию за лучшую драму. Однако этот приз был присужден под влиянием на отборочный комитет Джозефа Пулитцера-младшего, председателя совета премии. «Кошка» попала в шорт-лист, однако была отвергнута первой, как «любительски написанная, невразумительно разрешающая конфликт… и стилистически раздражающе претенциозная». Пулитцер-младший видел постановку пьесы на Бродвее и посоветовал отборочному комитету обратить на неё внимание. После этого комитет пересмотрел своё решение.
Также в 1955 году пьеса выиграла премию Нью-Йоркского кружка театральных критиков и была номинирована на Тони в 1956 году.
Постановка «Кошки на раскалённой крыше» в лондонском театре Новелло в 2009 году, в которой играли исключительно чернокожие актёры, получила Премию Лоренса Оливье за лучшую возобновлённую пьесу.

## Экранизации
В 1958 году вышла полноформатная экранизация пьесы с Элизабет Тейлор в роли Маргарет и Полом Ньюманом в роли Брика. Бёрл Айвз и Мадлен Шервуд повторили свои роли из постановки в Мороско. Режиссёром выступил Ричард Брукс. При написании сценария был значительно смягчен гомосексуальный подтекст в отношениях Брика и его погибшего друга Скиппера, что очень не понравилось Уильямсу. Фильм был номинирован на «Оскар», «Золотой глобус» и BAFTA. Брукс, Тейлор и Ньюман также получили личные номинации на Оскар в соответствующих категориях.
В 1976 году Роберт Мур снял телеверсию. Натали Вуд играла Маргарет, Роберт Вагнер — Брика, Морин Стэплтон — Большую Маму, Лоренс Оливье — Большого Папу. В 1984 году вышла новая телеадаптация, где сыграли Томми Ли Джонс (Брик), Джессика Лэнг (Маргарет), Рип Торн (Большой Папа), Пенни Фуллер (Мэй).